# Sommer-Paralympics 2008/Judo
Bei den Sommer-Paralympics 2008 in Peking wurden in insgesamt 13 Wettbewerben im Judo Medaillen vergeben. Die Entscheidungen fielen zwischen dem 7. September und dem 9. September 2008 in der Workers Indoor Arena.

## Klassen
Alle Athleten bis zur Stufe B3 durften an den Wettkämpfen teilnehmen, die ausschließlich nach Gewicht und nicht nach Behinderungsgrad eingeteilt wurden.

## Ergebnisse
Es nahmen insgesamt 132 Athleten, davon 84 männliche und 48 weibliche, an den paralympischen Judowettkämpfen teil.

### Männer

#### Superleichtgewicht (bis 60 kg)
| Platz | Land | Sportler         |
| ----- | ---- | ---------------- |
| 1     | ALG  | Mouloud Noura    |
| 2     | IRI  | Saeed Rahmati    |
| 3     | AZE  | Ramin Ibrahimow  |
| 3     | CHN  | Li Xiaodong      |
| 5     | GBR  | Ben Quilter      |
| 5     | RUS  | Said Schachmanow |
| 7     | CUB  | Sergio Pérez     |
| 7     | JPN  | Makoto Hirose    |

Datum: 7. September 2008, 12:00 Uhr

#### Halbleichtgewicht (bis 66 kg)
| Platz | Land | Sportler                   |
| ----- | ---- | -------------------------- |
| 1     | ALG  | Sidali Lamri               |
| 2     | JPN  | Satoshi Fujimoto           |
| 3     | FIN  | Jani Kallunki              |
| 3     | CUB  | Victor Sanchez             |
| 5     | IRI  | Reza Golmohammadi Andarian |
| 5     | UKR  | Sergej Karpenjuk           |
| 7     | VEN  | Marcos Falcon              |
| 7     | AZE  | Ilkin Alischow             |

Datum: 7. September 2008, 12:00 Uhr

#### Leichtgewicht (bis 73 kg)
| Platz | Land | Sportler          |
| ----- | ---- | ----------------- |
| 1     | MEX  | Eduardo Ávila     |
| 2     | CHN  | Xu Zhilin         |
| 3     | ARG  | Fabian Ramirez    |
| 3     | UKR  | Sergej Sydorenko  |
| 5     | GER  | Matthias Krieger  |
| 5     | CUB  | Jorge Hierrezuelo |
| 7     | AZE  | Ramin Alijew      |
| 7     | IRI  | Mousa Pourabbas   |

Datum: 8. September 2008, 12:00 Uhr

#### Halbmittelgewicht (bis 81 kg)
| Platz | Land | Sportler             |
| ----- | ---- | -------------------- |
| 1     | CUB  | Isao Cruz            |
| 2     | FRA  | Cyril Jonard         |
| 3     | ARG  | Jorge Lencina        |
| 3     | VEN  | Reinaldo Carvallo    |
| 5     | IRI  | Seyed Amir Mirhassan |
| 5     | JPN  | Kenji Oga            |
| 7     | UKR  | Olexander Pominow    |
| 7     | AZE  | Natig Novruzzade     |

Datum: 8. September 2008, 12:00 Uhr

#### Mittelgewicht (bis 90 kg)
| Platz | Land | Sportler                     |
| ----- | ---- | ---------------------------- |
| 1     | RUS  | Oleg Kretsul                 |
| 2     | AZE  | Tofig Mammadow               |
| 3     | FRA  | Olivier Cugnon de Sevricourt |
| 3     | GBR  | Samuel Ingram                |
| 5     | UKR  | Anatoli Schewtschenko        |
| 5     | ALG  | Messaoud Nine                |
| 7     | ESP  | Abel Vazquez                 |
| 7     | GER  | Sebastian Junk               |

Datum: 9. September 2008, 12:00 Uhr

#### Halbschwergewicht (bis 100 kg)
| Platz | Land | Sportler              |
| ----- | ---- | --------------------- |
| 1     | BRA  | Antonio Tenorio Silva |
| 2     | AZE  | Karim Sardarow        |
| 3     | CUB  | Juan Carlos Cortada   |
| 3     | UKR  | Mykola Ljiwyzkyi      |
| 5     | USA  | Myles Porter          |
| 5     | JPN  | Haruka Hirose         |
| 7     | CAN  | Bill Morgan           |
| 7     | FRA  | Gerald Rollo          |

Datum: 9. September 2008, 12:00 Uhr

#### Schwergewicht (über 100 kg)
| Platz | Land | Sportler            |
| ----- | ---- | ------------------- |
| 1     | AZE  | İlham Zəkiyev       |
| 2     | CHN  | Wang Song           |
| 3     | FRA  | Julien Taurines     |
| 3     | USA  | Greg Dewall         |
| 5     | HUN  | Gábor Papp          |
| 5     | KOR  | Jung-Min Park       |
| 7     | ESP  | Rafael Moreno       |
| 7     | RUS  | Alexander Parassjuk |

Datum: 9. September 2008, 12:00 Uhr

### Frauen

#### Superleichtgewicht (bis 48 kg)
| Platz | Land | Sportler          |
| ----- | ---- | ----------------- |
| 1     | CHN  | Guo Huaping       |
| 2     | BRA  | Karla Cardoso     |
| 3     | RUS  | Wiktoria Potapowa |
| 3     | GER  | Carmen Brussig    |
| 5     | UKR  | Julija Halinska   |
| 5     | CUB  | María González    |
| 7     | FRA  | Karima Medjeded   |
| 7     | ESP  | Laura García      |

Datum: 7. September 2008, 17:00 Uhr

#### Halbleichtgewicht (bis 52 kg)
| Platz | Land | Sportler                   |
| ----- | ---- | -------------------------- |
| 1     | CHN  | Cui Na                     |
| 2     | FRA  | Sandrine Aurieres-Martinet |
| 3     | RUS  | Alessja Stepanjuk          |
| 3     | BRA  | Michelle Ferreira          |
| 5     | JPN  | Minako Tsuchiya            |
| 5     | ESP  | Sheila Hernandez           |
| 7     | VIE  | Thi Nhoi Trieu             |

Datum: 7. September 2008, 17:00 Uhr
Es nahmen nur sieben Wettkämpferinnen teil.

#### Leichtgewicht (bis 57 kg)
| Platz | Land | Sportler                |
| ----- | ---- | ----------------------- |
| 1     | CHN  | Wang Lijing             |
| 2     | GER  | Ramona Brussig          |
| 3     | BRA  | Daniele Silva           |
| 3     | ESP  | Maria Monica Merenciano |
| 5     | ALG  | Mounia Karkar           |
| 5     | GRE  | Maria Keramida          |
| 7     | RUS  | Jekaterina Bussmakowa   |
| 7     | TUR  | Duygu Cete              |

Datum: 8. September 2008, 12:00 Uhr

#### Halbmittelgewicht (bis 63 kg)
| Platz | Land | Sportler                 |
| ----- | ---- | ------------------------ |
| 1     | VEN  | Naomi Soazo              |
| 2     | ESP  | Marta Arce               |
| 3     | FRA  | Angelique Quessandier    |
| 3     | RUS  | Madina Kasakowa          |
| 5     | SWE  | Elvira Kivi              |
| 5     | CHN  | Zhou Qian                |
| 7     | THA  | Kannika Aimthisung       |
| 7     | MGL  | Batsüchiin Chaschtsetseg |

Datum: 8. September 2008, 12:00 Uhr

#### Mittelgewicht (bis 70 kg)
| Platz | Land | Sportler                 |
| ----- | ---- | ------------------------ |
| 1     | ESP  | Maria del Carmen Herrera |
| 2     | MEX  | Lenia Ruvalcaba          |
| 3     | RUS  | Tatjana Sawostjanowa     |
| 3     | NED  | Sanneke Vermeulen        |
| 5     | HUN  | Nikolett Szabó           |
| 5     | SWE  | Nikolina Pernheim        |
| 7     | USA  | Jordan Mouton            |

Datum: 9. September 2008, 12:00 Uhr
Es nahmen nur sieben Wettkämpferinnen teil.

#### Schwergewicht (über 70 kg)
| Platz | Land | Sportler         |
| ----- | ---- | ---------------- |
| 1     | CHN  | Yuan Yanping     |
| 2     | BRA  | Deanne Silva     |
| 3     | RUS  | Irina Kaljanowa  |
| 3     | ALG  | Zoubida Bouazoug |
| 5     | JPN  | Rikei Komatsu    |
| 5     | ESP  | Sara de Pinies   |
| 7     | FRA  | Celine Manzuoli  |

Datum: 9. September 2008, 12:00 Uhr
Es nahmen nur sieben Wettkämpferinnen teil.

## Medaillenspiegel Judo
| Medaillenspiegel Judo | Medaillenspiegel Judo  | Medaillenspiegel Judo | Medaillenspiegel Judo | Medaillenspiegel Judo | Medaillenspiegel Judo |
| Platz                 | Land                   | G                     | S                     | B                     | Gesamt                |
| --------------------- | ---------------------- | --------------------- | --------------------- | --------------------- | --------------------- |
| 01                    | Volksrepublik China    | 4                     | 2                     | 1                     | 7                     |
| 02                    | Algerien               | 2                     | –                     | 1                     | 3                     |
| 03                    | Brasilien              | 1                     | 2                     | 2                     | 5                     |
| 04                    | Aserbaidschan          | 1                     | 2                     | 1                     | 4                     |
| 05                    | Spanien                | 1                     | 1                     | 1                     | 3                     |
| 06                    | Mexiko                 | 1                     | 1                     | –                     | 2                     |
| 07                    | Russland               | 1                     | –                     | 5                     | 6                     |
| 08                    | Kuba                   | 1                     | –                     | 2                     | 3                     |
| 09                    | Venezuela              | 1                     | –                     | 1                     | 2                     |
| 10                    | Schweden               | –                     | 2                     | 3                     | 5                     |
| 11                    | Deutschland            | –                     | 1                     | 1                     | 2                     |
| 12                    | Iran                   | –                     | 1                     | –                     | 1                     |
| 12                    | Japan                  | –                     | 1                     | –                     | 2                     |
| 14                    | Argentinien            | –                     | –                     | 2                     | 2                     |
| 14                    | Ukraine                | –                     | –                     | 2                     | 2                     |
| 16                    | Finnland               | –                     | –                     | 1                     | 1                     |
| 16                    | Niederlande            | –                     | –                     | 1                     | 1                     |
| 16                    | Vereinigte Staaten     | –                     | –                     | 1                     | 1                     |
| 16                    | Vereinigtes Königreich | –                     | –                     | 1                     | 1                     |